# Henry Lion Oldie
Œuvres principales
- La Loi des mages

Henry Lion Oldie (Генри Лайон Олди, Г. Л. Олди) est le pseudonyme d’un duo d’écrivains ukrainiens de fantasy et de science-fiction, Oleg Ladyjenski (Олег Ладыженский) et Dmitri Gromov (Дмитрий Громов).
Lors de l'Eurocon 2006, tenue à Kiev, l’European Science Fiction Society leur a décerné le prix de meilleur écrivain.
Ils sont les auteurs de très nombreux romans, parfois en collaboration avec d'autres écrivains ukrainiens comme Andreï Valentinov ou Marina et Sergueï Diatchenko.
Plusieurs de leurs romans ont été traduits chez l'éditeur québécois Keruss, et un nouveau roman est paru aux éditions Mnémos.
Ils habitent à Karkhov.

## Œuvres traduites en français

### Romans
- 2007 – Kabir (éditions Keruss)
- 2007 – Meilan (éditions Keruss)
- 2007 – Les Parias du huitième commandement (éditions Keruss)
- 2008 – Shoulma (éditions Keruss)
- 2011 – La Loi des mages, t. 1 (éditions Mnémos)
- 2012 – La Loi des mages, t. 2 (éditions Mnémos)

### Recueils
- 2017 – La Malédiction (éditions Lingva)

### Nouvelles
- 2005 – Une vie qui n'a pas eu lieu (Lunatiques, no 69)
- 2006 – La fin justifie les moyens (fanzine Géante Rouge, no 4)
- 2010 – Relève-toi, Lazar (anthologie Dimension Russie, aux éditions Rivière Blanche)
- 2010 – Viens me voir dans ma solitude (anthologie Dimension Russie, aux éditions Rivière Blanche)
- 2011 – Nevermore (Galaxies, no 11)